# جوش أوبنهايمر (كرة سلة)
جوش أوبنهايمر (بالإنجليزية: Josh Oppenheimer)‏ مواليد 15 يناير 1969، هو مدرب كرة سلة أمريكي ولاعب سابق. بدأ مسيرته الاحترافية في سنة 1992. يدرب هيوستن روكتس في الرابطة الوطنية لكرة السلة. يبلغ طوله 6 قدم 2 بوصة (1.9 م). اعتزل اللعب في 1998.

## روابط خارجية
- جوش أوبنهايمر (كرة سلة) على موقع كرة السلة الأوروبية.كوم (الإنجليزية)
- جوش أوبنهايمر (كرة سلة) على موقع كلية كرة السلة في سبورتس رفرنس.كوم (الإنجليزية)
- جوش أوبنهايمر (كرة سلة) على موقع سبورتس رفرنس (الإنجليزية)